# Халсман, Филипп
Филипп Халсман (латыш. Filips Halsmans, англ. Philippe Halsman, 2 мая 1906, Рига — 25 июня 1979, Нью-Йорк) — фотограф середины XX века, родоначальник сюрреализма в фотографии. Серия фотографий Филипп Халсман «Прыжок» стала классикой фотоискусства. В эту серию вошло более 200 портретов известных людей, совершающих прыжок.

## Биография
Родился в еврейской семье в Риге. Его отец Мордух Беркович Гальсман был стоматологом, мать Ида Файвишевна Гринтух — учительницей. В возрасте 15 лет Филипп сделал свои первые фотоснимки. Халсман получил образование в Германии в университете Дрездена, где он изучал электротехнику. В сентябре 1928 произошел трагический случай, когда во время прогулки с Филлипом в Австрийских Альпах его отец Мордух упал с большой высоты и погиб. Свидетелей происшествия не было, и Филипп был осужден на 10 лет за отцеубийство. Случай приобрел мировую огласку и в защиту Филлипа выступили многие знаменитости, среди них Альберт Эйнштейн и Томас Манн.
На втором судебном процессе по делу Филиппа Халсмана обвинение попыталось обосновать мотив преступления, утверждая, что Халсман действовал под влиянием эдипова комплекса. В качестве экспертов были привлечены представители медицинского факультета Инсбрукского университета, однако их заключения не имели доказательной базы. В ответ защита представила свидетельство Зигмунда Фрейда, который заявил, что эдипов комплекс не может служить основанием для установления мотива преступления. Несмотря на эти усилия, суд вновь признал Халсмана виновным, хотя наказание было снижено.
В результате после двух лет тюрьмы Филипп был освобожден на условиях, что он навсегда покинет Австрию. Так он оказался в Париже, где скоро приобрел известность как фотограф, публикуя свои работы в журналах «Vogue», «Vu» и «Voilà». К этому периоду относятся его портреты Андре Мальро, Поля Валери, Жана Пенлеве, Марка Шагала, Андре Жида, Жана Жироду и Ле Корбюзье.
С началом Второй мировой войны спасаясь от нацистов осенью 1940 года Филипп Халсман переезжает в Нью-Йорк, где в 1941 году он знакомится с Сальвадором Дали. Филипп Халсман поддерживал творческие и дружеские отношения с Дали в течение 30 лет. К этому периоду относится его знаменитые фотографии «Мэрилин в образе Мао» (1952) и «Dali Atomicus».
В 1945 году Филипп Халсман был избран первым президентом только что созданного Американского общества журнальных фотографов.
В американский период жизни, когда он был штатным фотографом журнала «Life», Филипп Халсман создал фотопортреты Альберта Эйнштейна, Сальвадора Дали, французского комика Фернанделя, Бриджит Бардо, Анри Матисса, Анны Маньяни, Софи Лорен, Мэрилин Монро, Уинстона Черчилля и Джона Кеннеди.
В 1954 году Халсман и Сальвадор Дали выпустили сборник «Усы Дали». Ещё один перформанс который нельзя обойти стороной, стал сюрреалистический фотопортрет Дали рядом с импровизированным черепом. Уникальность черепа заключается в том, что он состоял из семи обнажённых женщин. Халсман несколько часов выстраивал моделей по эскизу Сальвадора. С Дали Халсман работал более тридцати лет над различными проектами, выражая в фотографиях идеи художника.
В 1959 году Халсман опубликовал успешную серию снимков под названием «Прыгающие картинки». В этой серии были представлены разные выдающиеся личности совершающие прыжки перед камерой автора.

Семья: Сестра - Люба (род. 14 января 1914 г. в Риге), была замужем за Рене Гольшманом - братом знаменитого дирижёра Владимира Гольшмана.

## Факт
- 2 мая 2011 года в Риге на улице Скарню, на боковой стене «Музея декоративного искусства и дизайна» был установлен памятник Филиппу Халсману работы скульптора Григория Потоцкого, до этого несколько лет находившийся в фойе городской ратуши[17].
- Фильм Jump (англ.) на сайте Internet Movie Database